# Ludd
För andra betydelser, se Ludd (olika betydelser).

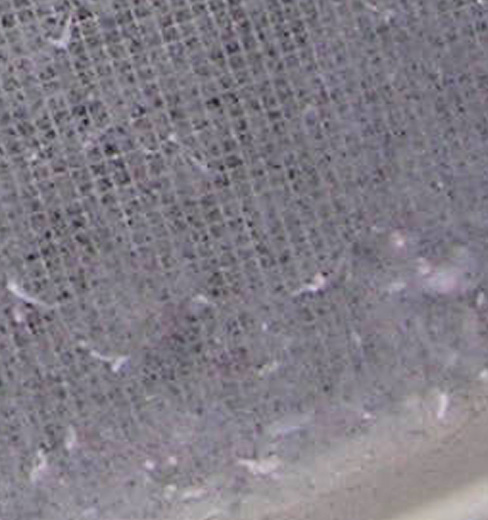
Ludd i en torktumlare.

Ludd är den vardagliga benämningen på klumpar eller andra ansamlingar av textilfibrer och andra material.

## Typer av ludd

### Fickludd

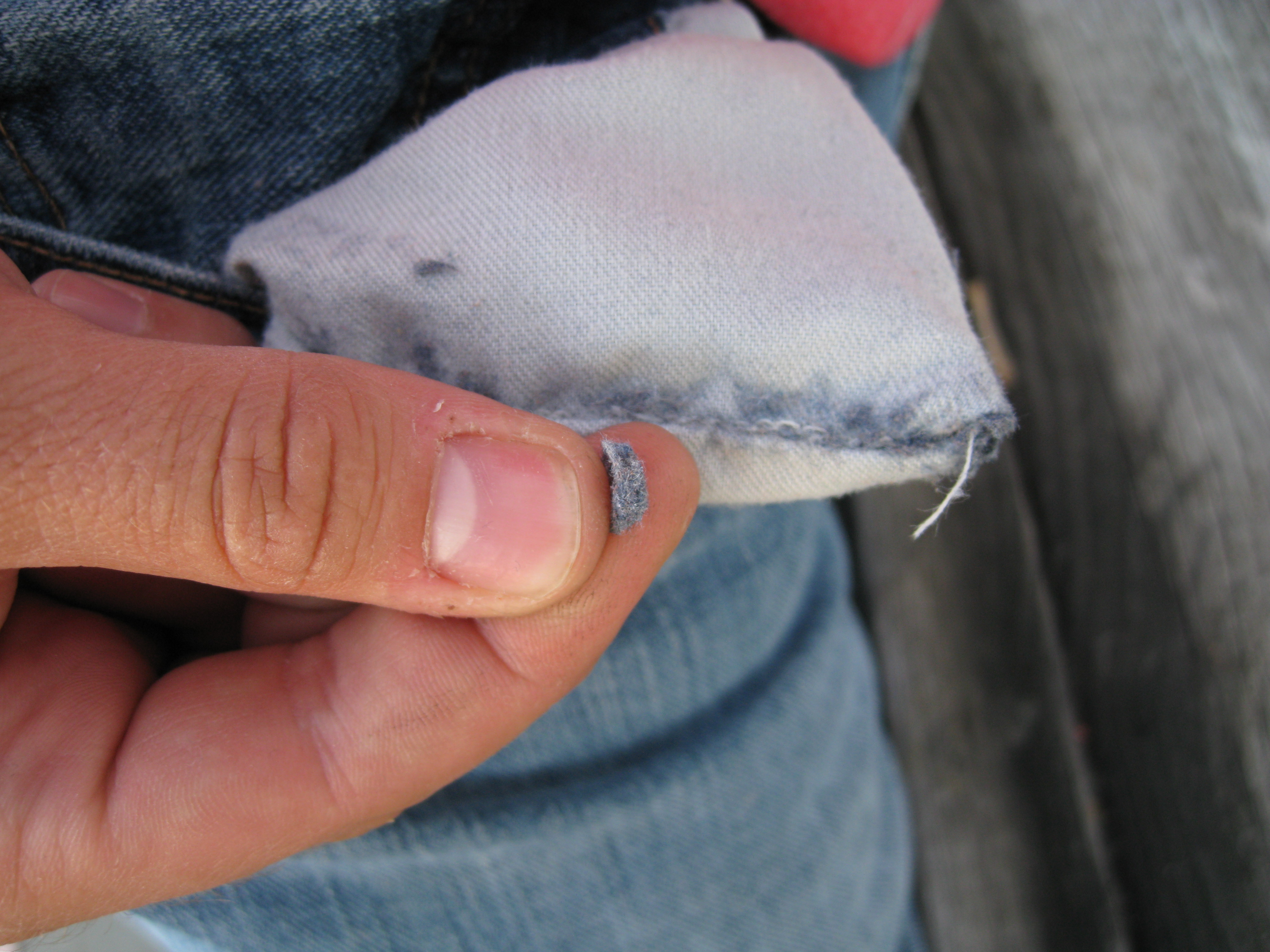
Fickludd

Fickludd är en blandning av partiklar, pappersrester och fibrer från kläder, och samlas ofta i fickorna på diverse kläder.
Ett problem med fickludd är att luddet kan fastna på lösa föremål som stoppas i fickan, exempelvis tändare, godis, mobiltelefon, hörlurar och öronproppar.
Fickludd används ibland som metafor för något som är litet och saknar större värde, men för samlare kan det vara värdefullt, vilket bekräftas av att fickludd har sålts på nätauktion.

#### Populärkultur
Benämningen "fickludd" uppmärksammas i Galenskaparna och Aftershaves TV-serie En himla många program, där karaktären "Farbror Frej" använde fickludd för att tillverka "en stor pris snus" genom att krama det hårt.
I förpackningen till dataspelet The Hitchhiker's Guide to the Galaxy låg förutom spelet flera föremål, bland annat en påse fickludd.
I första spelet i spelserien Leisure Suit Larry är fickludd en av de saker Larry bär med sig.

### Navelludd
Navelludd är det ludd som samlas i naveln hos vissa människor. Enligt en undersökning förekommer det oftast hos män. Navelludd består till största del av textilfibrer, men även kväve och svavel som förmodas komma från svett och hudavlagringar.
Navelludd bildas av kläderna man bär närmast kroppen och har ofta samma färg som dessa. Även hårväxt på magen är en bidragande orsak till att man får navelludd, vilket antas vara förklaringen till att män i större utsträckning än kvinnor drabbas av detta. Ju hårigare mage, desto mer navelludd bildas.
Webbcommunityn Lunarstorm hade i början av 2000-talet en kategori kallad navelludd där användarna kunde dela med sig av diverse tidsfördriv.

### Torktumlarludd

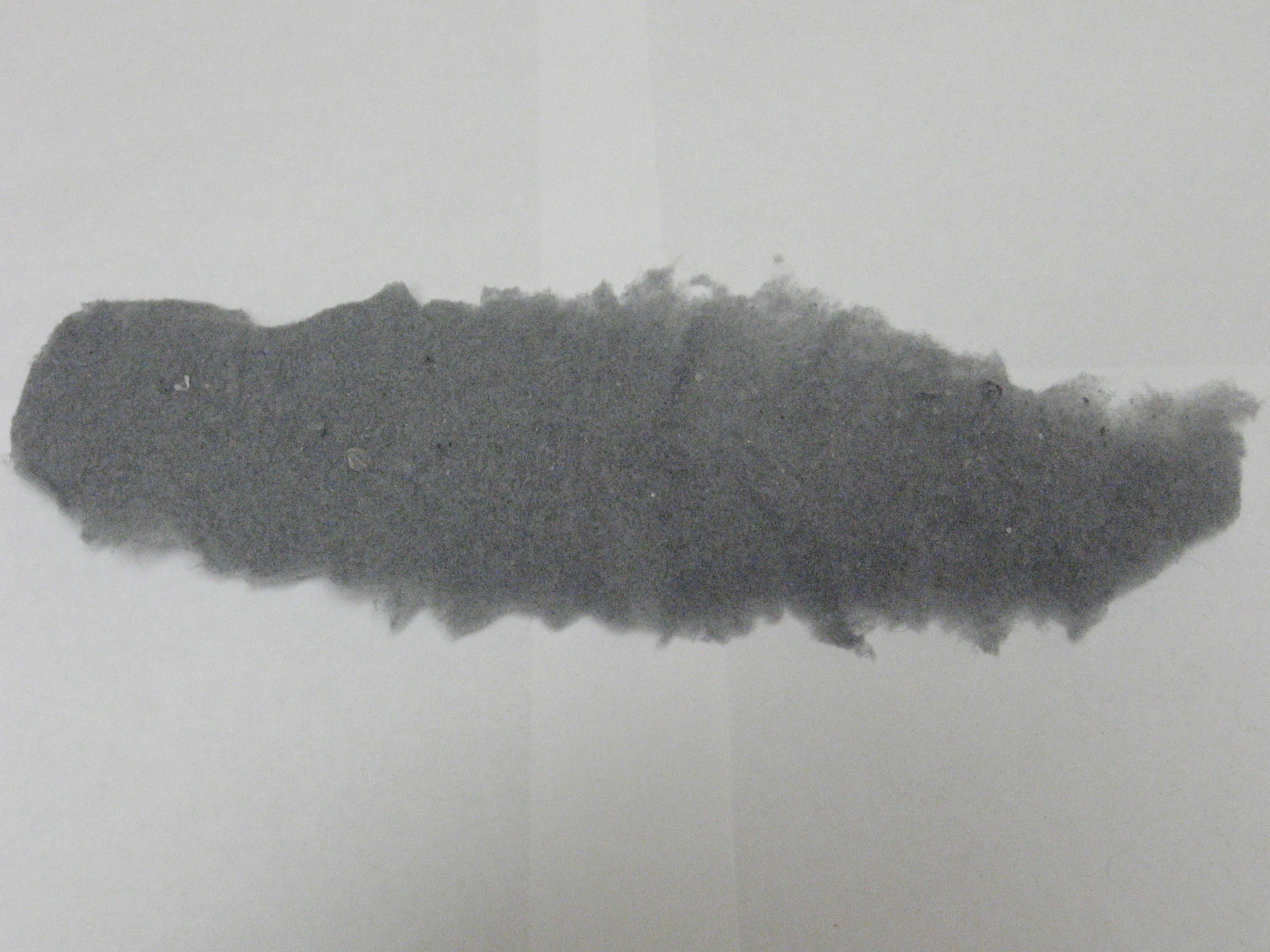
Ludd från en torktumlare.

Efter att man använt en torktumlare samlas ludd i ett filter. Orsaken är att tumlaren separerar och filtrerar bort de små lösa fibrerna som lossnat från kläderna redan före tumlingen. Kläder slits vid användning av plaggen och anledningen till att det inte bildas ludd vid exempelvis torkning i torkskåp är att luddet då stannar kvar i plaggen och lossnar senare. Ludd som inte avlägsnas från torktumlaren utgör brandfara, eftersom det kan leda till förhindrad luftcirkulation och överhettning.

#### Konflikter
En vanlig konflikt i gemensamma tvättstugor föranleds av att någon glömt att rengöra filtret från ludd. Enligt en granskning som tidningen Hem & Hyra genomförde 2012 har var femte hyresgäst råkat i konflikt med grannar i tvättstugan. Ungefär 20 procent av personerna uppgav ludd i torktumlaren som en orsak till konflikterna. Hem & Hyras föregående undersökning (2007) gav likvärdigt resultat.
I Sandviken har ett bostadsföretag startat en bo-skola för sina hyresgäster i syfte att stärka grannsämjan och förebygga konflikter orsakade av exempelvis kvarglömt torktumlarludd.
År 2008 stängde en kvinna i Bandhagen in en granne i tvättstugan till följd av att hon fann ludd i torktumlaren. Kvinnan åtalades för ofredande och olaga frihetsberövande, och dömdes till dagsböter för det förstnämnda.